# Tébessa (província)
Tébessa é uma província da Argélia com 648.703 habitantes (Censo 2008).
No século VII, a capital da província foi primeiramente uma cidade da Numídia, na época um entreposto de Cartago. Em 146 AC, tornou-se parte do Império Romano e era conhecida como Theveste.
No século I, morou lá a Legio III Augusta. Há uma menção de um conselho de Donatismo que lá aconteceu. Sob o Império Otomano, Theveste teve uma guarnição de Janízaros. 
Tebessa é rica em monumentos antigos, entre ele um arco do triunfo de Caracala, um templo e uma basílica do século IV. No tempo de Trajano, era uma cidade de mais de 30.000 habitantes. No século VII, após a invasão dos árabes, Theveste perdeu importância. No século XVI, os Otomanos estabeleceram uma pequena guarnição no local. 
Em 1851, foi ocupada pelos franceses. 